# Stan (servicio de streaming)
Stan (estilizado como Stan.) es un servicio de streaming por suscripción australiano, el cual se lanzó el 26 de enero de 2015. Stan se fundó originalmente como StreamCo Media, una empresa conjunta al 50 % entre Nine Entertainment y Fairfax Media. En agosto de 2014, cada empresa invirtió 50 millones de dólares australianos en StreamCo. StreamCo cambió su nombre a Stan Entertainment en diciembre de 2014, antes del lanzamiento del servicio de streaming en enero de 2015. Nine Entertainment adquirió Fairfax Media en 2018, lo que convirtió a Stan en una subsidiaria de propiedad absoluta de Nine Digital.
El servicio ofrece una amplia gama de contenidos de cine y televisión, tanto de producciones locales como extranjeras, en particular de Estados Unidos y el Reino Unido. Stan también incluye una biblioteca en constante crecimiento de su propio contenido original de cine y televisión. Con más de 2.6 millones de suscriptores, a junio de 2023, Stan es el cuarto servicio de streaming más grande de Australia, detrás de Disney+, Amazon Prime Video y Netflix.
La comedia original de Stan, No Activity, se convirtió en el primer programa para una plataforma de video bajo demanda nominado a un premio Logie en la ceremonia de 2016.

## Contenido
En el lanzamiento, el primer anuncio importante de programación fueron los derechos exclusivos de la temporada de estreno de Better Call Saul, así como los derechos de Breaking Bad, que anteriormente se emitió en Foxtel. También poseía los derechos de Transparent y Mozart in the Jungle.
La empresa tiene un acuerdo de asociación de contenido con Sony Pictures, ABC, SBS y su filial World Movies, Paramount Global, Amazon MGM Studios, BBC Worldwide, Showtime, CBS, Village Roadshow, y Warner Bros. International Television Distribution. En diciembre de 2014, Stan firmó acuerdos no exclusivos con ABC Commercial y Viacom, cubriendo este último la programación de Comedy Central, MTV y Nickelodeon.
En agosto de 2015, Stan firmó un contrato plurianual con Warner Bros. International Television Distribution, que incorpora varias nuevas series estadounidenses a la plataforma, incluidas las series de estreno australianas A to Z y Selfie, así como la tercera temporada de The Following (las dos primeras temporadas se emitieron en Nine Network). En 2016, Stan alcanzó un acuerdo exclusivo de varios años con CBS Corporation, que incluía los derechos exclusivos de los programas originales de Showtime (antes del lanzamiento de Paramount+ en agosto de 2021).
El 13 de diciembre de 2018, Stan llegó a un acuerdo de contenido con Disney para distribuir películas y series de televisión. El acuerdo finalizó a finales de 2019 debido al lanzamiento de Disney+. El 20 de agosto de 2019, Stan llegó a un acuerdo con Paramount Pictures para tener disponibles en la plataforma algunas de sus películas y series como The Great y Buscando a Alaska.En agosto de 2020, Stan llegó a un acuerdo plurianual con NBCUniversal por los derechos de contenido de Sky Studios y su servicio de streaming estadounidense Peacock. Finalmente, Foxtel Group llegó a un acuerdo con NBCUniversal en 2022 para albergar los programas más nuevos de Peacock, luego de la expiración del acuerdo de NBCUniversal con Stan.

### Stan Original
Las series desarrolladas y emitidas por Stan se conocen como Stan Original.
Stan encargó a su empresa matriz, Nine Network, que produjera series dramáticas australianas, originales y exclusivas para el servicio y se puso en contacto con ABC y SBS sobre la posibilidad de coproducir programas y películas.
El 16 de febrero de 2015, Stan anunció que estaba desarrollando dos series originales: una serie de Wolf Creek y un drama político basado en la vida del juez de la Corte Suprema Lionel Murphy titulado Enemies of the State, con producciones adicionales que se anunciarían en los próximos meses.
El 1 de mayo de 2015, Stan anunció su primera serie encargada, una comedia titulada No Activity; la cual estrenó el 22 de octubre de 2015. Stan renovó la serie el 15 de diciembre de 2015 para una segunda temporada.

## Stan Sport
En noviembre de 2020, Stan comenzó a adquirir derechos deportivos en asociación con Nine's Wide World of Sports. Estos eventos se transmiten a través de una nueva suscripción adicional conocida como Stan Sport, mientras que Nine Network posee los derechos de transmisión gratuita de partes de estos paquetes.
En 2021, Nine Entertainment comenzó un contrato de tres años con Rugby Australia para transmitir rugby union en Nine Network y Stan. Esto puso fin a un acuerdo de larga duración con Fox Sports y Network 10. Stan posee los derechos de TV de paga, transmitiendo todos los partidos de Super Rugby y Super W en vivo y sin publicidad, así como emite las pruebas entrantes que involucran a Australia, Argentina, Nueva Zelanda y Sudáfrica, partidos de clubes, The Rugby Championship, la Copa Bledisloe, el Shute Shield, entre otros.
Más tarde, Stan y Nine también adquirieron los derechos de emisión de los torneos de tenis Roland Garros y Wimbledon.
En junio de 2021, Stan anunció la adquisición de los derechos de las competiciones de clubes de la UEFA (incluida la UEFA Champions League), a partir de agosto de 2021 hasta 2024. En el mismo anuncio también se reveló que el Abierto de Australia se transmitiría en la plataforma.En 2023, el acuerdo con la UEFA fue renovado hasta 2027.
En febrero de 2023, se reveló que Nine Entertainment había adquirido los derechos de transmisión de los Juegos Olímpicos hasta 2032, con Stan Sport emitiendo todas las competencias de las Olimpiadas de Verano de 2024, 2028 y 2032, de las Olimpiadas de Invierno de 2026 y 2030, así como las de los Juegos Paralímpicos de verano e invierno en 2024, 2026, 2028, 2030 y 2032.

## Cifras de mercadotecnia y suscripciones
En su lanzamiento, la actriz australiana Rebel Wilson promocionó el servicio.
La empresa matriz, Fairfax Media, afirmó que se acercaba a los 100.000 clientes para marzo de 2015; sin embargo, muchos de ellos se encontraban en un período de prueba de 30 días. En mayo de 2015, Fairfax anunció que el servicio se acercaba a los 200.000 suscriptores y tenía como objetivo alcanzar entre 300.000 y 400.000 para finales de año.
En mayo de 2015, Roy Morgan Research descubrió que Netflix tenía 1,039 millones de usuarios australianos, en comparación con los 97.000 de su antiguo competidor, Presto, y los 91.000 de Stan. En octubre de 2015, Nine Entertainment afirmó que Stan contaba con entre 150.000 y 200.000 suscriptores de pago, cifra que, según afirmaron, superaba los 100.000 clientes estimados de Presto.
Un año después de su lanzamiento, el director ejecutivo Mike Sneesby anunció que 1,5 millones de usuarios habían utilizado el servicio a través de casi 700.000 suscripciones. En diciembre de 2016, Stan afirmó tener 600.000 suscriptores activos. En noviembre de 2017, se informó que el servicio contaba con más de 800.000 suscriptores activos y unos ingresos que superaban los 100 millones de dólares anuales.
Stan alcanzó el millón de suscriptores activos en junio de 2018. Para diciembre de 2019, el servicio contaba con más de 1,8 millones de suscriptores.
En agosto de 2020, Stan superó los 2 millones de suscriptores, alcanzando un total de 2,1 millones.
En mayo de 2021, Stan superó los 2,3 millones de suscriptores activos y más de 4 millones de personas que habían ingresado los datos de su tarjeta de crédito en la plataforma. Stan consiguió casi 150.000 suscriptores deportivos desde que comenzó a transmitir partidos de rugby a principios de este año.